# سرخیو بالستروس
سرخیو بالستروس (انگلیسی: Sergio Ballesteros؛ زادهٔ ۴ سپتامبر ۱۹۷۵) بازیکن فوتبال اهل اسپانیا است.
از باشگاه‌هایی که در آن بازی کرده‌است می‌توان به باشگاه ورزشی رئال مایورکا، باشگاه فوتبال رایو وایکانو، باشگاه فوتبال لوانته، باشگاه ورزشی تنریف، و باشگاه فوتبال ویارئال اشاره کرد.
وی همچنین در تیم‌های ملی فوتبال زیر ۲۱ سال اسپانیا و زیر ۲۳ سال اسپانیا بازی کرده‌است.